# Culo
"Culo" é o primeiro single do artista cubano-americano Pitbull com participação do rapper Lil Jon. É o primeiro single primeiro single do seu álbum de estréia M.I.A.M.I.. Ele chegou ao número trinta e dois na Billboard Hot 100, número quarenta e cinco no Hot R&B/Hip-Hop Singles & Tracks e número 11 na parada Hot Rap Tracks. A versão remix apresenta Lil Jon e Ivy Queen.

## Gráficos
| Gráficos (2004)                      | Melhor posição |
| ------------------------------------ | -------------- |
| US Billboard Hot 100                 | 32             |
| US Hot R&B/Hip-Hop Songs (Billboard) | 45             |
| US Rap Songs (Billboard)             | 11             |
| US Radio Songs                       | 30             |